# 23 Pułk Piechoty im. płk. Leopolda Lisa-Kuli
23 Pułk Piechoty im. płk. Leopolda Lisa-Kuli (23 pp) – oddział piechoty Wojska Polskiego II RP.

## Formowanie pułku
9 listopada 1918 roku Edward Śmigły-Rydz, Minister Wojny w Tymczasowym Rządzie Ludowym Republiki Polskiej wydał rozkaz o sformowaniu 1 Lubelskiego pułku piechoty w Lublinie. Na stanowisko dowódcy pułku został wyznaczony pułkownik Jan Dobrowolski z byłej armii rosyjskiej. Następnego dnia z członków Polskiej Organizacji Wojskowej został zorganizowany I batalion pod dowództwem majora Wacława Wieczorkiewicza. Kompania karabinów maszynowych tego batalionu została utworzona z ochotników, studentów wyższych uczelni warszawskich. Duże zasługi przy organizacji I baonu położył sierżant Augustyn Stasiak. 14 listopada został utworzony II batalion pod dowództwem kapitana Strzyżowskiego.
W grudniu 1919 batalion zapasowy pułku stacjonował w Lublinie.

## Pułk w walkach o granice
20 listopada 1918 roku grupa majora Wieczorkiewicza, złożona z dwóch kompanii strzeleckich i kompanii karabinów maszynowych 1 Lubelskiego pułku piechoty oraz plutonu 37 mm armatek i plutonu kawalerii, wymaszerowała z Lublina na odsiecz Lwowa.
W czerwcu 1919 jego I i II batalion wchodził w skład Grupy generała Henryka Minkiewicza (Grupa operacyjna „Bug”).
W 1920 roku, w czasie wojny z bolszewikami 23 pp walczył w składzie VI Brygady Piechoty Legionów.

### Mapy walk pułku w 1920

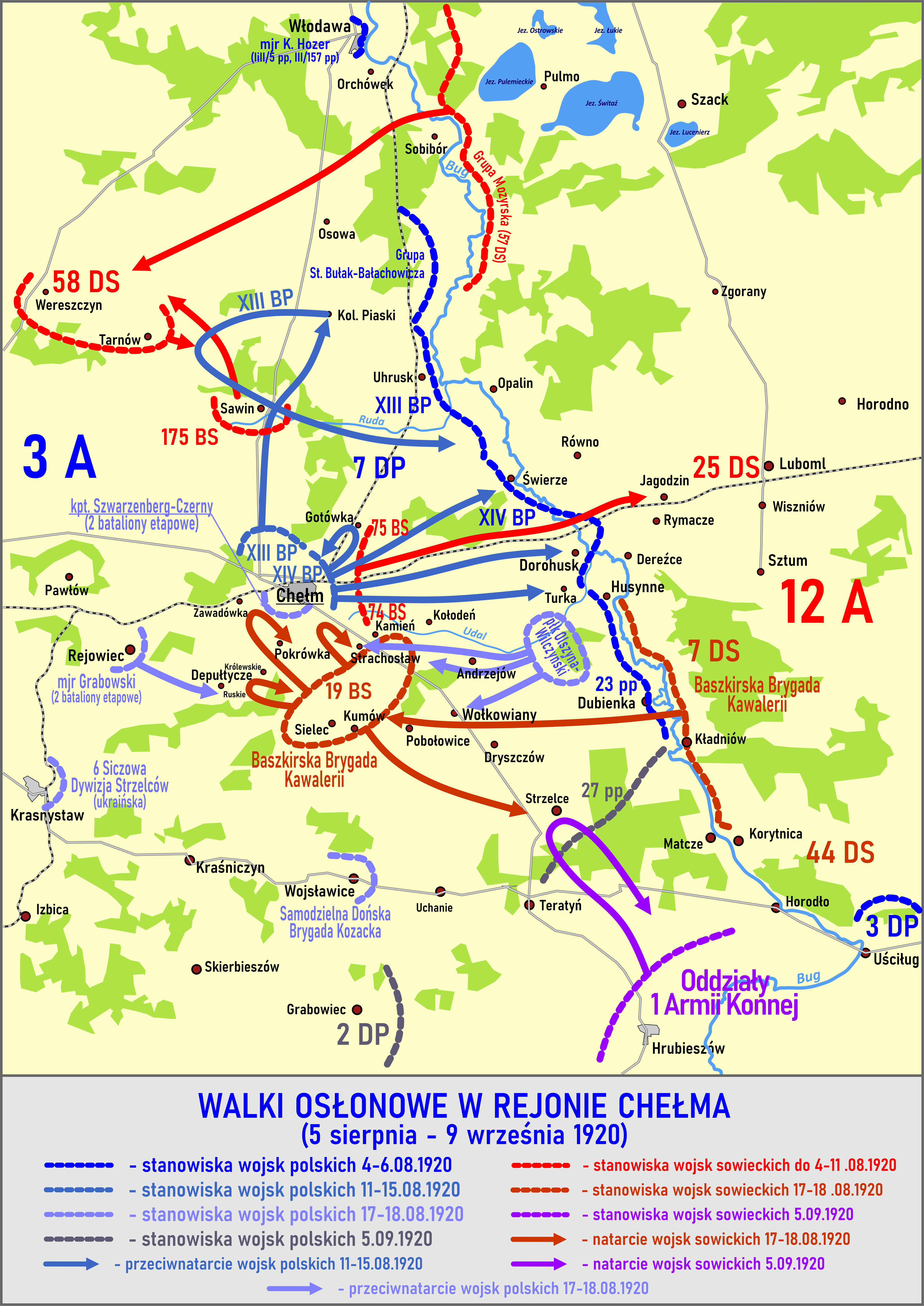
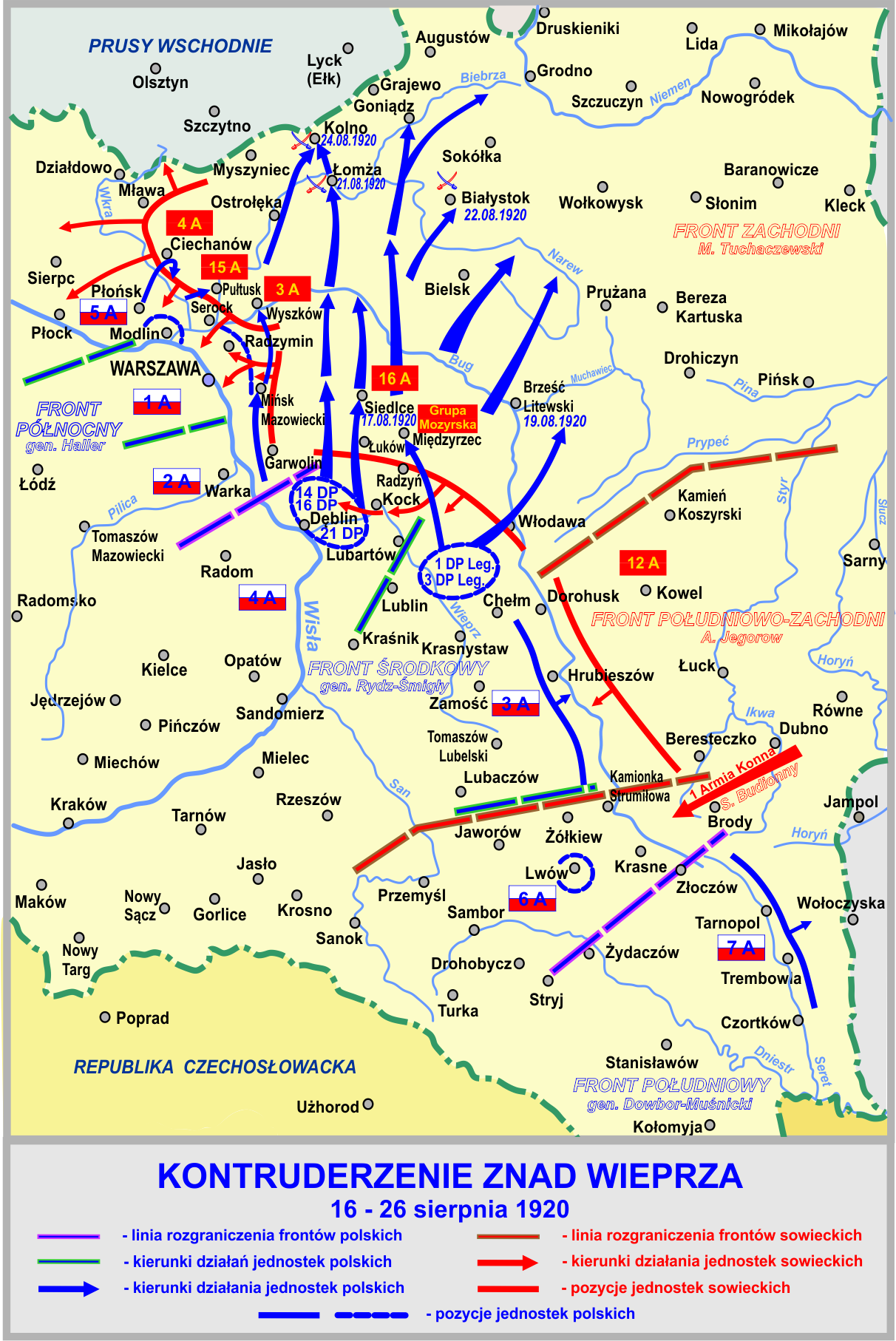
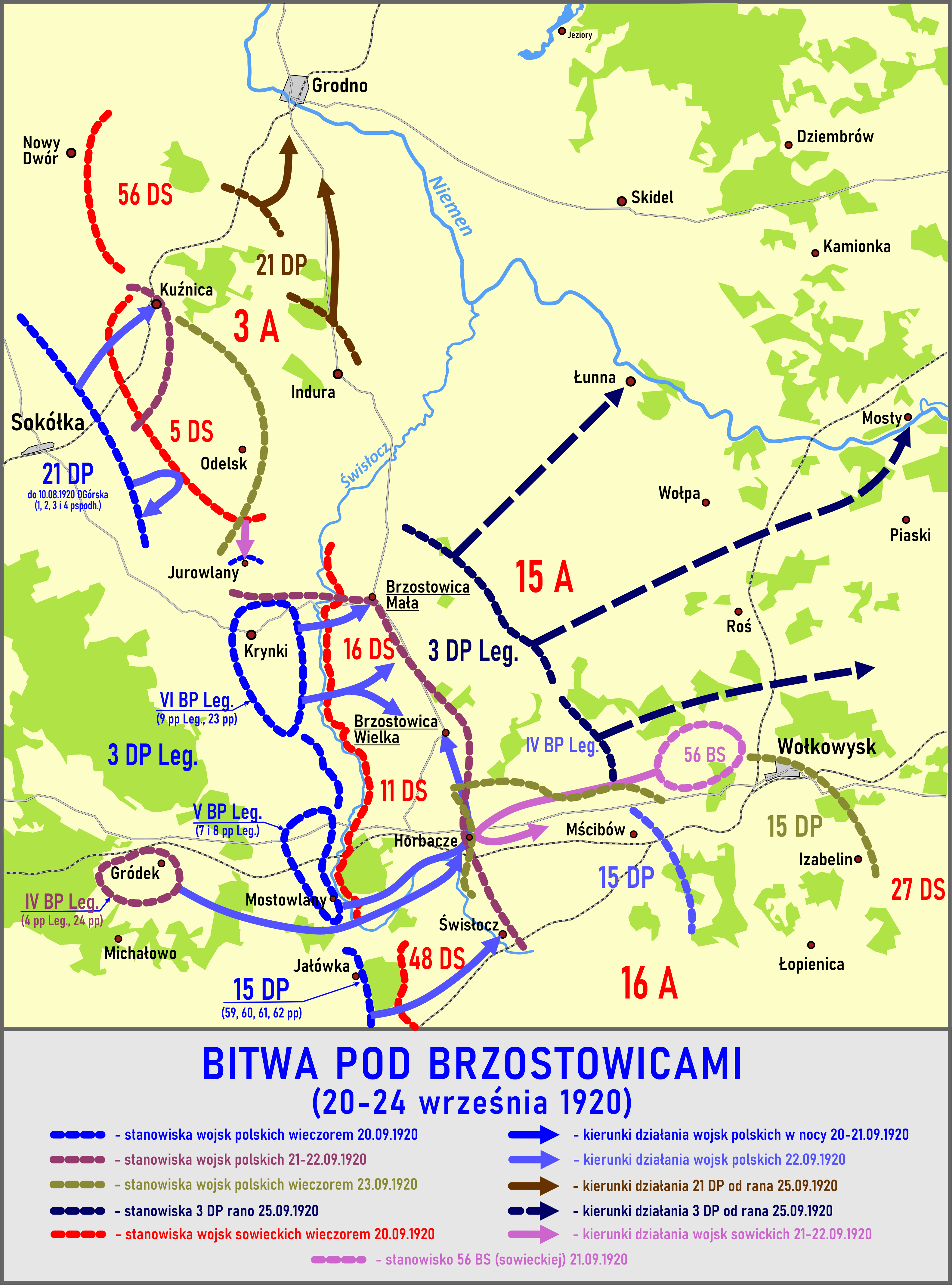
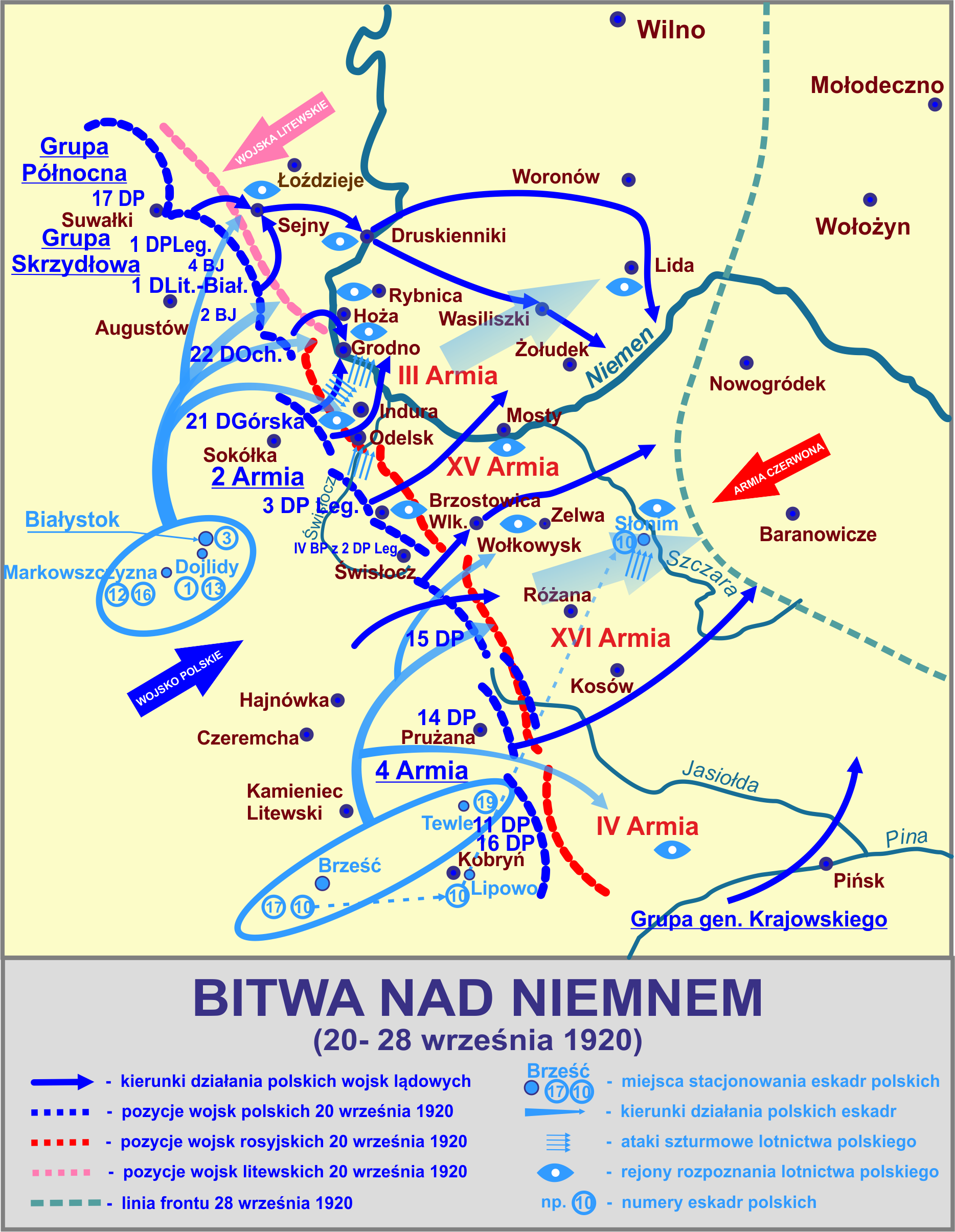
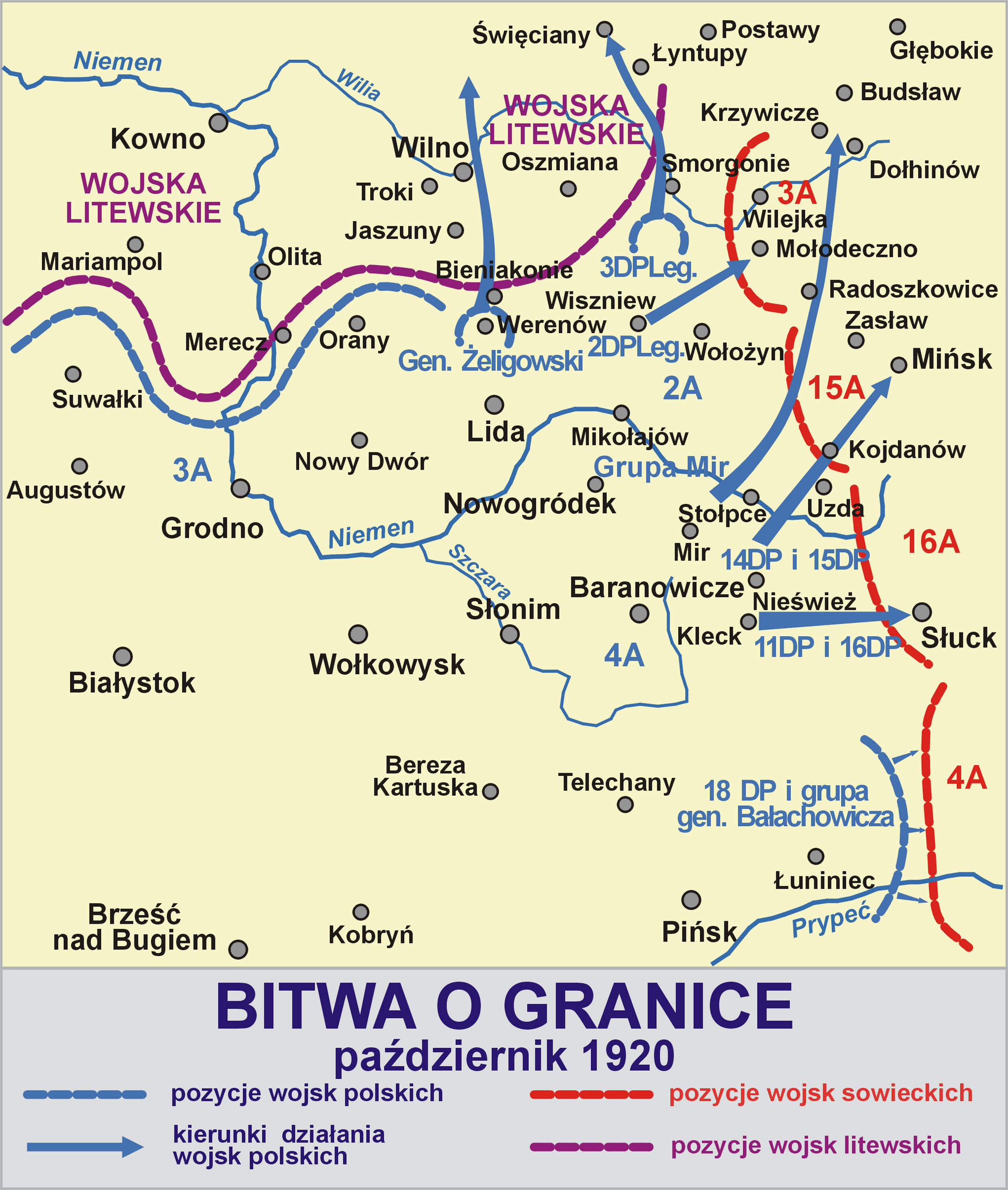

### Kawalerowie Virtuti Militari
| Żołnierze pułku odznaczeni Krzyżem Srebrnym Orderu Wojskowego Virtuti Militari | Żołnierze pułku odznaczeni Krzyżem Srebrnym Orderu Wojskowego Virtuti Militari | Żołnierze pułku odznaczeni Krzyżem Srebrnym Orderu Wojskowego Virtuti Militari |
| ------------------------------------------------------------------------------ | ------------------------------------------------------------------------------ | ------------------------------------------------------------------------------ |
| por. Józef Borecki nr 3653                                                     | kpt. Henryk Borowik nr 4896                                                    | ś.p. pchor. Józef Ciosek                                                       |
| chor. Józef Cymmerman                                                          | ś.p. szer. Franciszek Daćko nr 6946                                            | płk Jan Dobrowolski nr 4872                                                    |
| por. Kazimierz Dzieduszko nr 4897                                              | ś.p. por. Longin Gładyszewski                                                  | ppor. Roman Jabłoński                                                          |
| ppor. Konstanty Jabłoński nr 1685                                              | chor. Roman Kaczmarek                                                          | ppor. Józef Kalandyk nr 3654                                                   |
| kpt. Józef Kobyłecki                                                           | ppor. Tadeusz Kobyliński                                                       | ś.p. ppor. Mirosław Kobzareff                                                  |
| chor. Stanisław Krawczyk                                                       | por. Zygmunt Kubisz nr 4898                                                    | st. szer. Paweł Lenarczyk                                                      |
| ś.p. ppłk Leopold Lis-Kula                                                     | por. Adam Litwiński nr 4899                                                    | ś.p. por. Stanisław Łabiński nr 3762                                           |
| plut. Feliks Łapczyk                                                           | sierż. Jan Majewski                                                            | plut. Paweł Matraszek                                                          |
| ppor. Hugo Mijakowski nr 4895                                                  | sierż. Wacław Nabiałczyk                                                       | kpt. Tadeusz Lubicz-Niezabitowski                                              |
| ś.p. plut. Józef Oszast                                                        | st. sierż. Aleksander Paprota                                                  | ppor. Józef Pecka                                                              |
| ppor. Jan Światkowski                                                          | szer. Michał Urban                                                             | ś.p. ppor. Jan Tracz                                                           |
| por. Zygmunt Wałecki                                                           | ppor. Jan Stefan Witkowski                                                     | kpr. Franciszek Wielocki                                                       |
| kpr. Antoni Woźniak                                                            | szer. Stanisław Woźniak                                                        | chor. Józef Wnuk                                                               |
| ppor. Antoni Zachara                                                           | kpr. Wacław Zarzycki                                                           | ś.p. por. Tadeusz Żuławski                                                     |

## Pułk w okresie pokoju

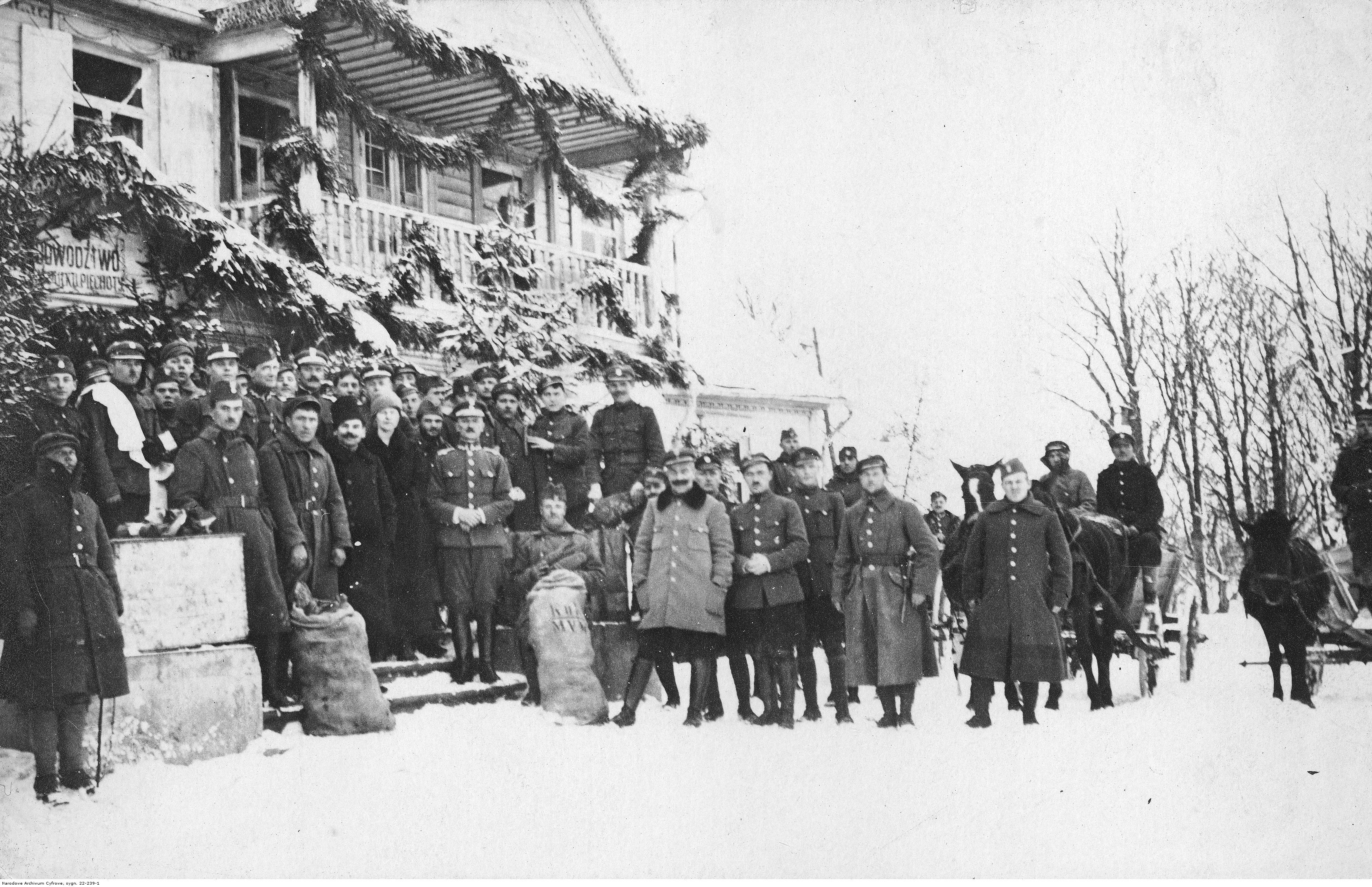
Dowództwo i żołnierze 23 pułku piechoty Wojska Polskiego przed siedzibą pułku (między 1918 i 1926 rokiem)

Jesienią 1921 roku oddział przeszedł z organizacji wojennej na pokojową oraz wyłączony został ze składu 3 Dywizji Piechoty Legionów i podporządkowany dowódcy nowo powstałej 27 Dywizji Piechoty. Pokojowym garnizonem pułku został Włodzimierz Wołyński na terenie Okręgu Korpusu Nr II.
19 maja 1927 roku Minister Spraw Wojskowych marszałek Polski Józef Piłsudski ustalił i zatwierdził dzień 13 czerwca, jako datę święta pułkowego. Pułk obchodził swoje święto w rocznicę bitwy pod Jamnem, stoczonej w 1920 roku.
Na podstawie rozkazu wykonawczego Ministerstwa Spraw Wojskowych do Departamentu Piechoty o wprowadzeniu organizacji piechoty na stopie pokojowej PS 10-50 z 1930 roku, w Wojsku Polskim wprowadzono trzy typy pułków piechoty. 23 pułk piechoty zaliczony został do typu I pułków piechoty (tzw. „normalnych”). W każdym roku otrzymywał około 610 rekrutów. Stan osobowy pułku wynosił 56 oficerów oraz 1500 podoficerów i szeregowców. W okresie zimowym posiadał batalion starszego rocznika, batalion szkolny i skadrowany, w okresie letnim zaś batalion starszego rocznika i dwa bataliony poborowych.
W październiku 1930 roku, po wprowadzeniu nowej organizacji piechoty na stopie pokojowej. Do jego zadań należało między innymi szkolenie rekrutów dla potrzeb jednego z batalionów Korpusu Ochrony Pogranicza.
W 1939 roku Minister Spraw Wojskowych nadał 23 pp honorowe szefostwo pułkownika Leopolda Lisa-Kuli.
| Obsada personalna i struktura organizacyjna w marcu 1939 | Obsada personalna i struktura organizacyjna w marcu 1939 |
| -------------------------------------------------------- | -------------------------------------------------------- |
| Dowództwo, kwatermistrzostwo i pododdziały specjalne     |                                                          |
| dowódca pułku                                            | płk Jerzy Wroczyński                                     |
| I zastępca dowódcy                                       | ppłk dypl. Adam II Rudnicki                              |
| adiutant                                                 | kpt. Stanisław Ziemba                                    |
| starszy lekarz                                           | mjr dr Józef II Lewandowski                              |
| młodszy lekarz                                           | ppor. lek. Stanisław Leszczyński                         |
| oficer placu Włodzimierz Wołyński                        | kpt. adm. (piech.) Stanisław Dercz                       |
| II zastępca dowódcy (kwatermistrz)                       | mjr Franciszek Młynarczyk                                |
| oficer mobilizacyjny                                     | kpt. adm. (piech.) Stefan Lubich                         |
| zastępca oficera mobilizacyjnego                         | por. Stefan Łebkowski                                    |
| oficer administracyjno-materiałowy                       | kpt. adm. (piech.) Leon Nowicki                          |
| oficer gospodarczy                                       | por. int. Augustyn Julian Zygmunt                        |
| oficer żywnościowy                                       | chor. Franciszek Żarnowski                               |
| oficer taborowy                                          | kpt. tab. Marian Jarząbkowski                            |
| kapelmistrz                                              | ppor. adm. (kapelm.) Wincenty Sikora                     |
| dowódca plutonu łączności                                | kpt. Władysław Sztuba                                    |
| dowódca plutonu pionierów                                | por. Mieczysław Józef Bocheński                          |
| dowódca plutonu artylerii piechoty                       | kpt. art. Henryk Stańczyk                                |
| dowódca plutonu ppanc.                                   | por. Mieczysław Szczepański                              |
| dowódca oddziału zwiadu                                  | por. Florian Władysław Porębski                          |
| I batalion                                               |                                                          |
| dowódca batalionu                                        | mjr dypl. Franciszek Buczek                              |
| dowódca 1 kompanii                                       | kpt. Stefan Cybulski                                     |
| dowódca plutonu                                          | ppor. Gotard Kliber                                      |
| dowódca 2 kompanii                                       | por. Władysław Lewandowski                               |
| dowódca plutonu                                          | ppor. Kazimierz Karol Wünsche                            |
| dowódca plutonu                                          | ppor. Michał Zapolski-Downar                             |
| dowódca 3 kompanii                                       | kpt. Leopold Teofil Jani                                 |
| dowódca plutonu                                          | ppor. Jan Oleszkiewicz                                   |
| dowódca plutonu                                          | ppor. Stefan Małecki                                     |
| dowódca 1 kompanii km                                    | kpt. Stanisław Chętko                                    |
| dowódca plutonu                                          | ppor. Henryk Reucki                                      |
| dowódca plutonu                                          | ppor. Michał Szczepański                                 |
| II batalion                                              |                                                          |
| dowódca batalionu                                        | mjr Michał Szwed                                         |
| dowódca 4 kompanii                                       | kpt. Józef Tadeusz Burtan                                |
| dowódca plutonu                                          | ppor. Tadeusz Paprocki                                   |
| dowódca 5 kompanii                                       | por. Stanisław Sternal                                   |
| dowódca plutonu                                          | ppor. Jerzy Choroszcza                                   |
| dowódca plutonu                                          | ppor. Stanisław Rzadkiewicz                              |
| dowódca 6 kompanii                                       | kpt. Jakub Hałas                                         |
| dowódca plutonu                                          | por. Teofil Żal                                          |
| dowódca plutonu                                          | chor. Stanisław Chasiak                                  |
| dowódca 2 kompanii km                                    | kpt. Czesław Michaliszyn                                 |
| dowódca plutonu                                          | por. Marian Franciszek Bukała                            |
| dowódca plutonu                                          | chor. Józef Cymerman                                     |
| III batalion                                             |                                                          |
| dowódca batalionu                                        | mjr Wiktor Adam Sożyński                                 |
| dowódca 7 kompanii                                       | kpt. Bolesław Stefan Szulc                               |
| dowódca plutonu                                          | por. Erwin Franciszek Stüber                             |
| dowódca plutonu                                          | por. Edmund Banasikowski                                 |
| dowódca 8 kompanii                                       | p o. por. Edmund Roman Maliński                          |
| dowódca plutonu                                          | ppor. Franciszek Jakub Stass                             |
| dowódca 9 kompanii                                       | por. Leonard Żabko                                       |
| dowódca plutonu                                          | ppor. Jan Kobyliński                                     |
| dowódca plutonu                                          | chor. Edward Ptaszyński                                  |
| dowódca 3 kompanii km                                    | por. Zenon Annusewicz                                    |
| dowódca plutonu                                          | ppor. Józef Borliński                                    |
| na kursie                                                | kpt. Tadeusz Peretiatkowicz                              |
| na kursie                                                | por. Zbigniew Józef Krzyżanowski                         |
| na kursie                                                | por. Jan Arkadiusz Sońta                                 |
|                                                          |                                                          |
| kmdt obwodowy PW                                         | kpt. adm. (piech.) Leon Ptasznik                         |
| kmdt powiatowy PW Hrubieszów                             | por. piech. Władysław Zięba                              |

## 23 pp w kampanii wrześniowej

### Mobilizacja
23 pp był jednostką administracyjną i mobilizującą. Mobilizację alarmową rozpoczął 14 sierpnia od godz. 0.25, a zakończył 16 sierpnia. W planie mobilizacyjnym „W” 23 pp we Włodzimierzu mobilizował w grupie jednostek oznaczonych kolorem czerwonym, (przeznaczonych do osłony granicy z ZSRR), w mobilizacji alarmowej, w czasie od A+24 do A+40 pułk na etatach wojennych. Dodatkowo mobilizował dla 27 DP trzy pododdziały w czasie od A+44 do A+52:
- samodzielną kompanię karabinów maszynowych i broni towarzyszących nr 23,
- kompanię sanitarną nr 203,
- kolumnę taborową parokonną nr 217.

Natomiast w I rzucie mobilizacji powszechnej formował w czasie od 31 sierpnia do 4 dnia jej trwania:
- batalion marszowy 23 pp,
- uzupełnienie marszowe skkm i br. tow. nr 23.

W II rzucie mobilizacji powszechnej w czasie X+2
- Ośrodek Zapasowy 27 Dywizji Piechoty we Włodzimierzu[19].

Po wstępnych czynnościach mobilizacyjnych pododdziały przechodziły do pobliskich wsi, gdzie kończyły czynności mobilizacyjne. 15 sierpnia odbyła się przysięga zmobilizowanych żołnierzy. 17 sierpnia 23 pułk piechoty odjechał do Bydgoszczy i zajął kwatery w dzielnicy Kapuściska. Następnie 25 sierpnia odjechał transportem kolejowym wraz z całą 27 DP do rejonu Ocypel, Osów, Lubiechowo, Osieczno. W północnym obszarze Borów Tucholskich, gdzie dywizja weszła w skład Korpusu Interwencyjnego. 27 DP na wypadek puczu w Gdańsku miała do niego maszerować poprzez Skaryszewy, Kolbudy. W przypadku wojny polsko-niemieckiej dywizja miała się wycofać do rejonu Chełmna lub Bydgoszczy. Od 26 sierpnia 23 pp zajął stanowiska w rejonie Osowa Leśnego wraz z I dywizjonem 27 pułku artylerii lekkiej. Prowadzono szkolenie z kb wz. 35, ćwiczenia polowe, dokonano przeglądu koni. Wyznaczone pododdziały pułku patrolowały linię rzeki Wdy. 31 sierpnia Generalny Inspektor Sił Zbrojnych rozwiązał Korpus Interwencyjny, a 27 DP została przydzielona do Armii „Pomorze”. Zgodnie z zamierzeniami miała stanowić odwód armii w rejonie Chełmno, Chełmża. Przez cały dzień 31 sierpnia dywizja oczekiwała na podstawienie transportu kolejowego do przewiezienia w rejon planowanej dyslokacji.

### Działania bojowe

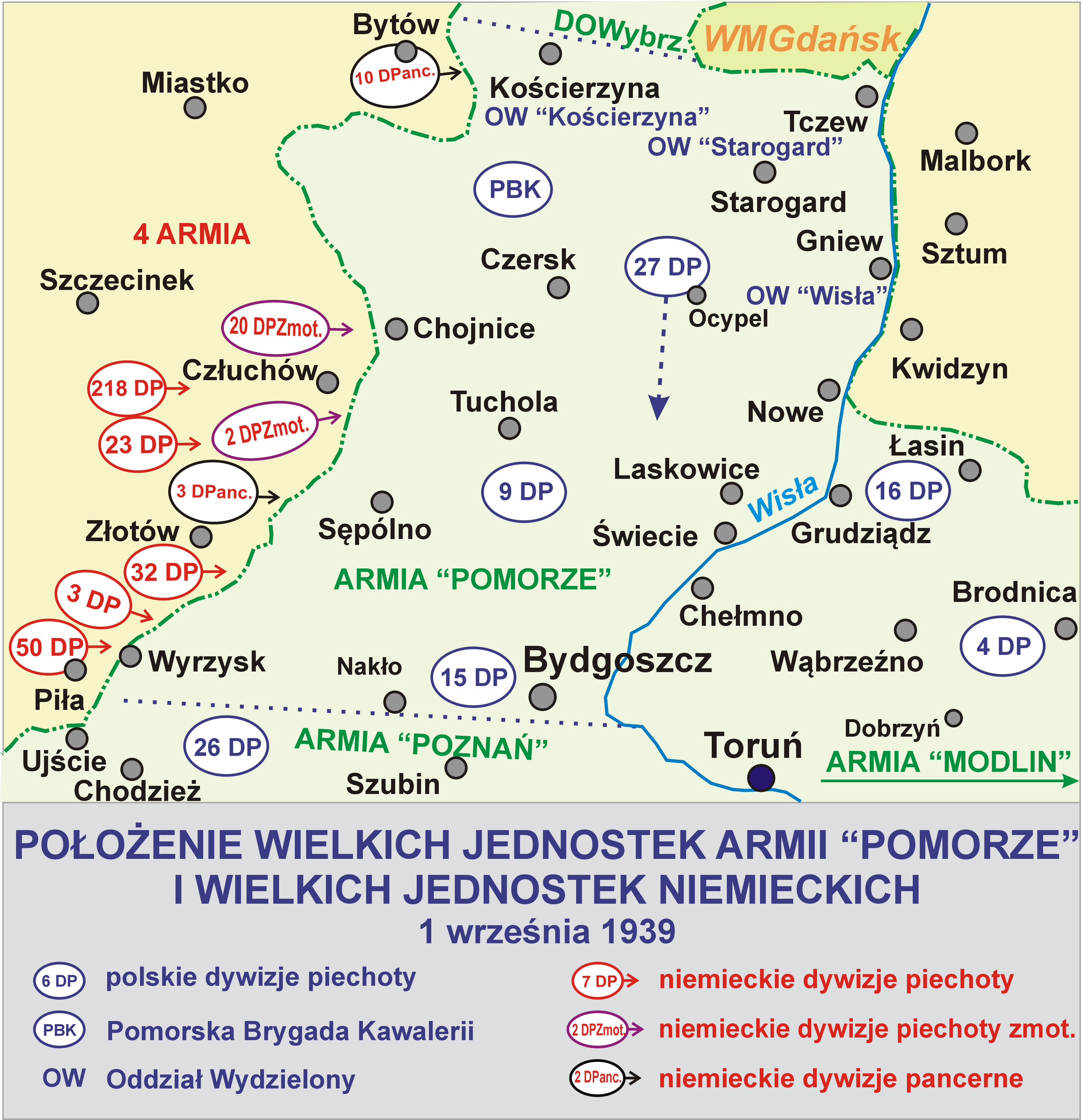
Pułk walczył w składzie 27 DP

W kampanii wrześniowej 1939 roku 23 pp walczył w składzie macierzystej 27 DP Armia „Pomorze”.

#### Walki na Pomorzu
27 Dywizja Piechoty otrzymała rozkaz marszu pieszego ok. godz. 9.00 1 września. Między godz. 10.00 a 12.00 oddziały 27 DP podjęły marsz pieszy przez Bory Tucholskie w kierunku Fordonu w trzech kolumnach. 23 pp podjął marsz w kolumnie środkowej wraz z I dywizjonem 27 pal, 27 batalionem saperów, 27 kompanią łączności i 23 kompanią km i br. tow. Marsz wykonano poprzez Osowo, Ocypel, Kasparus, Osie, Sierosław, Jastrzębie. W międzyczasie o godz. 12.30 rozkazem dowódcy Armii „Pomorze” gen. dyw. Władysława Bortnowskiego miała z 9 Dywizją Piechoty uderzyć na niemiecką 3 DPanc. z rejonu Bysław, Bysławek. Nastąpiła zmiana trasy marszu. W godzinach popołudniowych rozkazem Naczelnego Wodza, 27 DP powróciła na poprzednią trasę marszu, tracąc czas i siły na ten przemarsz. W nocy ok. godz. 21.00 rozkazem dowództwa armii, na odcinku linii kolejowej Wierzchucin-Lniano-Laskowice miały zostać podstawione cztery składy pociągów dla przerzutu części 27 DP do rejonu przeznaczenia. Oddziały 27 DP zostały zawrócone rozkazem dowódcy dywizji w kierunku południowo-wschodnim, do stacji załadowczych. Transportem kolejowym miał odjechać między innymi 23 pp bez batalionu. Reszta składu dywizji miała kontynuować dalszy marsz pieszy. O świcie 2 września 23 pp znalazł się na postoju po ponad 50 kilometrowym marszu w rejonie Trzebciny, Wielkie Gacno. Dowódca 27 DP gen. bryg. Juliusz Drapella wydał rozkaz marszu na Bydgoszcz całej dywizji poprzez Gacno, Lniano, Karolewo. I batalion wraz z 1 baterią 27 pal wyruszył jako pierwszy, odrębną trasą przez Zdroje. W straży przedniej maszerowała 2 kompania strzelecka, dowódca tej kompanii zaginął, dowodzenie przejął ppor. Stefan Majewski. Ok. godz. 16.00 I/23 pp osiągnął rejon Szewna, gdzie rozwinął się w obronie na przesmyku pomiędzy jeziorami Szewno i Branickie. Po zmroku zwinął obronę i podjął dalszy marsz w kierunku południowo-wschodnim. Wczesnym wieczorem w rejonie wsi Polskie Łąki, batalion stoczył walkę z trzema czołgami niemieckimi. Dwa z nich unieruchomiono, ale poległ ppor. Tadeusz Paprocki, plut. pchor. Bogdan Groza i kpr. pchor. Bolesław Czyrek. Po tej potyczce I/23 pp wycofał się na północ i w rejonie Bukowca dołączył do 23 pp. Na czele kolumny głównej 23 pp maszerował II batalion, który ok. godz. 8.00 2 września został zbombardowany przez niemieckie lotnictwo w rejonie Wielkiego Gacna. II/23 pp poniósł straty, doszło do chwilowego rozproszenia, ale kontynuował marsz do Trzebcin, tam został ostrzelany ogniem kb i km przez grupę dywersyjną, w trakcie potyczki poległ ppor. Jerzy Choroszcza. Maszerujący w środku kolumny I/27 pal bez baterii został ostrzelany przez dywersantów, maszerujący za nim III batalion zepchnął grupę dywersyjną z osi marszu. W czasie dalszego marszu został zbombardowany III/23 pp poległo trzech żołnierzy, w tym ppor. rez. Władysław Kałwa. W godz. 16.00-17.00 w okolice Błądzimia i Karolewa dotarł cały 23 pp. Wieczorem pułk i I/27 pal wyruszył w marsz poprzez Bramkę, Bukowiec, Gawroniec, Różanna do rejonu Trzeciewca.
3 września o świcie 23 pp wraz z 1 i 6 baterią 27 pal dotarł do wsi Włóki i został skierowany do obrony przedmościa bydgoskiego i obsadził stanowiska od szosy gdańskiej do rzeki Wisły. II/23 pp zajął stanowiska w rejonie wsi Włóki, 4 kompanią strzelecką na szosie gdańskiej od Trzeciewiec do Włók, 6 kompania strzelecka na prawo, a 5 kompania strzelecka na lewo od szosy. I/23 pp na odcinku Włóki-Zła Wieś, 2 kompania strzelecka na drodze do Bydgoszczy w rejonie Złej Wsi, 1 kompania strzelecka na prawo od szosy do brzegu Wisły, 3 kompania strzelecka w odwodzie w rejonie na północ od Strzelców Dolnych. III/23 pp zajął stanowiska na linii Stronno, Magdalenka, Sienno, osłaniając lewe skrzydło II/23 pp. Ostatecznie pułk zajął stanowiska o godz. 8.00. Ok. godz. 11.00 przygotowane wcześniej przez inne jednostki stanowiska zajmowane przez pułk zostały ostrzelane przez niemiecką artylerię. Szczególnie silny ostrzał nastąpił na stanowiska po obu stronach szosy gdańskiej. Do natarcia wzdłuż szosy gdańskiej przystąpiła niemiecka piechota ze składu 121 pp 50 DP. W rejonie Żołędowa przy szosie gdańskiej w II rzucie zajął stanowiska pluton artylerii piechoty 24 pułku piechoty, a I batalion 24 pp stanął jako odwód 23 pp w rejonie wsi Wilcze. Większe siły prowadziły natarcie na odcinku od szosy gdańskiej do brzegu Wisły. Szczególnie silny nacisk był na odcinku 2 kompanii strzeleckiej, po wprowadzeniu odwodów batalionowych powstrzymało niemieckie natarcie. Na odcinku I i II batalionu walka trwała przy wsparciu 6 baterii 27 pal. Natarcie zostało powstrzymane. Ok. godz. 15.00 niemiecka piechota ponownie wykonała natarcie na odcinek 23 pp, szczególne silne uderzenie wykonano na obronę II batalionu, przy wsparciu lotnictwa niemieckiego. Obrona II/23 pp ok. godz. 16.00 została przełamana, a II batalion po poniesieniu dużych strat zmuszony do odwrotu w kierunku Bydgoszczy. Poległo wielu żołnierzy, wśród nich ppor. Jerzy Choroszcza, ppor. Mieczysław Piątak, ppor. Marian Naszyński, por. Zbigniew Krzyżanowski, wielu zostało rannych wśród nich: kpt. Henryk Stańczyk, por. Arkadiusz Sońta, ppor. Jan Owoc, ppor. Bolesław Kubiś oraz śmiertelnie ppor. Władysław Kałwa. Praktycznie II batalion został rozbity, bezpośrednio po walce zebrano nieco ponad 100 żołnierzy z II batalionu. 23 pp po przełamaniu obrony wraz z innymi jednostkami 27 DP rozpoczął odwrót za Brdę, na jej południowy brzeg. Reszta II batalionu odeszła w rejon wsi Wypaleniska celem uzupełnienia i reorganizacji. W trakcie odwrotu pododdziały pułku znalazły się pod ostrzałem niemieckiej dywersji w Bydgoszczy i na przedmieściach. III batalion w trakcie zajmowania stanowisk obronnych nad Kanałem Bydgoskim został ostrzelany z domów i stodół, wysłane patrole uspokoiły dywersantów, a schwytani z bronią w ręku byli oddani pod sąd polowy.

#### Walki odwrotowe na Kujawach
4 września 27 DP otrzymała zadnie obrony rejonu Bydgoszcz, Łęgnowo. Dowództwo 23 pp stanęło w leśniczówce przy trakcie z Wypaleniska do Bartodziej Małe. Wyznaczony pododdział ubezpieczał most przy ujściu Brdy do Wisły, III/23 pp zajmował pozycje nad Kanałem Bydgoskim, wysłał patrole do Bydgoszczy, które stoczyły walki z dywersantami na placu Kościeleckich, w ich trakcie poległo 2 żołnierzy. W nocy 4/5 września oddziały 27 DP zeszły z linii bojowej na rzece Brdzie i rozkazem dowódcy armii zostały przewiezione przez kolumny samochodów ciężarowych z rejonu Bartodziej do Zazdrości na poligonie Toruń. Tam 27 DP przechodziła reorganizację, dołączali żołnierze z rozbitych oddziałów 27 DP i innych jednostek, grupy żołnierzy, którzy wydostali się z Pomorza. Do 23 pp przydzielono batalion marszowy 59 pułku piechoty pod dowództwem kpt. Stefana Szajnerta, na bazie, którego i resztek II batalionu odtworzono II batalion 23 pp. Z nadwyżek 59 pp pod dowództwem kpt. Mariana Kocyłowskiego uzupełniono stany osobowe głównie I i III batalionów. Od świtu 6 września 23 pp otrzymał rozkaz obrony lewego brzegu Wisły w rejonie Podgórz. III/23 pp bronił się od rzeki Wisły, do toru kolejowego z Bydgoszczy w rejonie Małej Nieszawki. I batalion od toru kolejowego do cegielni Glinki. II batalion w odwodzie pułku w miejscowości Podgórz. Wsparcie artyleryjskie zapewniał zreorganizowany w cztery baterie II dywizjon 27 pal. 7 września w skład pułku włączono batalion marszowy 63 pułku piechoty, który od tego czasu nazwano jako IV batalion 23 pp pod dowództwem por. Włodzimierza Kasprowicza. Z uwagi na wycofanie się Armii „Pomorze” w kierunku południowym 27 DP podjęła odwrót z rejonu Torunia zabezpieczając i osłaniając odwrót armii. W nocy 7/8 września 23 pp z II/27 pal i 23 skkm i bt. w kolumnie zachodniej wykonał marsz poprzez poligon toruński, Popioły, Służewo do rejonu Wólka-Przybranowo. Rano pułk ugrupował się w odwodzie dywizji w rejonie Wólka-Przybranowo. 23 pp zajął stanowiska obronne frontem na zachód: I batalion w Wólce na drodze Służewo-Brześć Kujawski, II batalion we wsi Ostrowąs, III batalion od szosy służewskiej do rzeki Tążyna. Tego dnia styczności z nieprzyjacielem pułk nie miał. Kolejnej nocy 8/9 września 23 pp podjął dalszy marsz odwrotowy w straży tylnej dywizji, w składzie kolumny południowej przez Służewo, Koneck do rejonu Brzezie. Rano 9 września pułk zajął stanowiska w I rzucie 27 DP, mając I/23 pp na pododcinku Sarnówka-Brzezie, III/23 pp na pododcinku Brzezie-folwark Gustorzyn, II/23 pp wraz z dowództwem i pododdziałami pułkowymi w gajówce Józefina i jej pobliżu. IV/23 pp w odwodzie dowódcy dywizji w rejonie Leśniczówki Łuba. W godzinach popołudniowych stanowiska obronne 2 kompanii strzeleckiej zaatakował niemiecki oddział piechoty maszerujący od strony Bądkowa. Po włamaniu się w linie 2 kompanii, kontratakiem 2 kompanii i plutonu 3 kompanii odrzucono niemiecką piechotę sprzed własnych linii. Tego dnia z powodu choroby wymieniono dowódcę II batalionu, został nim kpt. Stefan Władysław Szejnert, a dowództwo IV/23 pp objął kpt. Jan Kozłowski. Wieczorem 23 pp odmaszerował w rejon Brześcia Kujawskiego. Rano 10 września 23 pp bez IV batalionu stanął jako odwód dywizji w rejonie Brześć Kujawski, Turowo Nowe, Gołębin. IV batalion został wysłany do Włocławka celem dozorowania brzegu Wisły. I/23 pp zajął Kruszyn, III/23 pp wieś Poddębice, II/23 pp folwark Poddębice, a 4 kompania strzelecka stanęła w kolonii Gołębin. Pułk był ostrzeliwany przez niemiecką artylerię ciężką ze wschodniego brzegu Wisły. Wieczorem celem wzmocnienia obrony 24 pp został wysłany do obsadzenia odcinka Starego Brześcia Kujawskiego I batalion 23 pp.
11 września podczas odprawy nocnej z powodu choroby zrezygnował z dowodzenia pułkiem płk Jerzy Wroczyński, dowództwo 23 pp objął płk. Kazimierz Tadeusz Majewski. W rejonie Włocławka 27 DP dokonała przegrupowania i zajęła nowe stanowiska obronne. Nocą 11/12 września 23 pp zajął nowe stanowiska obronne, II/23 pp w okolicach Łagiewnik, III/23 pp w rejonie dworu Dębice, I/23 pp w lesie na zachód od Ludwinowa. IV/23 pp dozorował Wisłę na zachodnim brzegu od Wiskitki Królewskiej do Skoki Duże. Dowództwo 23 pp stacjonowało w Warząchwce Niemieckiej, a wspierający pułk I dywizjon 27 pal w Warząchewce Polskiej. Ok. godz. 14.00 po silnym ostrzale artyleryjskim na pozycje II i III batalionu na odcinku dwór Dębice-Łagiewniki, niemiecka piechota ze składu 50 DP podjęła natarcie z rejonu Kruszyna na pozycje III/23 pp. 9 kompania strzelecka nie wytrzymała natarcia i rozpoczęła odwrót, do kontrataku wprowadzono 3 kompanię strzelecka, która wspólnie z 9 kompanią powstrzymała niemieckie natarcie. Przed wieczorem oddziały Brygady Piechoty „Netze” podjęły próbę przełamania obrony III/23 pp w rejonie dworu Dębice. W nocy I/23 pp został przesunięty w rejon Gołaszewa. 13 września ok. godz. 12.00 oddziały niemieckiej 50 DP wykonały natarcie na pozycje II batalionu z rejonu Nakanowa na kolonię Nakanowo, kontratak odwodowego I batalionu spod Gołaszewa doprowadził do odrzucenie niemieckiego natarcia i zdobycia Nakanowa. Wieczorem pułk wraz II/27 pal odmaszerował na odcinek Kowal-Czerniewice. W trakcie zajmowania nowego odcinka obrony przyszedł rozkaz natychmiastowego wymarszu w kierunku Gostynina. Podjęto nocny marsz 13/14 września poprzez Kowal, Rakutowo, Świątkowice, Kłótno, Budy Kozickie. Jeszcze w trakcie marszu pułk skierowano na odcinek Budy Kozickie, Kozice, Ruszków do Dendyji, co wydłużyło jeszcze marsz. IV/23 pp wraz z 48 dywizjonem artylerii lekkiej i 4 baterią 27 pal obsadził Gostynin.

#### Udział w bitwie nad Bzurą
Po całonocnym marszu 14 września 23 pp bez IV dotarł doszedł na wskazany odcinek, gdzie w ramach działań osłonowych miał ubezpieczyć kontratak grupy uderzeniowej 27 DP na Radziwie. 23 pp zajął stanowiska obronne: I batalion na pododcinku Dendyja-Sokołów, II batalion na pododcinku Zaborów-Polesie, III batalion na pododcinku Solec-Wrząca-Nagodów. Do pułku został przydzielony III batalion 24 pp jako odwód. Jako wsparcie pułku był zadysponowany II dywizjon 27 pal bez 4 baterii oraz 27 dywizjon artylerii ciężkiej, jako artyleria ogólnego działania. IV batalion 23 pp został przydzielony do zgrupowania uderzeniowego 27 DP pod dowództwem płk. dypl. Gwido Kawińskiego. Stanowił on odwód dowódcy zgrupowania. 15 września o godz. 10.00 pozycje II i III batalionów 23 pp zostały zaatakowane przez oddziały niemieckiej 50 DP. Na odcinku III/23 pp przy wsparciu 6 baterii 23 pal, natarcie niemieckie odparto. Na odcinku II/23 pp piechota niemiecka włamała się w obronę 5 kompanii strzeleckiej, poległo 9 żołnierzy, w tym jej dowódca por. Walenty Jezierski, nieprzyjaciel opanował wieś Wrząca. Kontratak III plutonu odwodowego 6 kompanii strzeleckiej z silnym wsparciem 1 baterii 27 pal doprowadził do odbicia Wrzącej. Uporządkowana 5 kompania zajęła stanowiska i odparła dalsze natarcia niemieckie. Wieczorem piechota niemiecka powtórnie wykonała natarcie przy wsparciu artylerii i broni maszynowej na styk stanowisk I i III batalionów 23 pp. Niemieckie pododdziały, które wdarły się w lukę pomiędzy batalionami zostały wyrzucone kontratakiem odwodowej 3 kompanii strzeleckiej. Równocześnie wykonane natarcie na stanowiska II/23 pp zostało odparte ogniem baterii 27 pal i broni piechoty II batalionu. IV/23 pp zamknął obronnie drogę na Gostynin w rejonie leśniczówki nadleśnictwa Łąck. W nocy 15/16 września 23 pp rozpoczął przegrupowanie na nowe stanowiska w rejonie Gąbina poprzez Leśniewice, gajówka Skrzany, Józefków, Szczawin Borowy. 16 września od godzin porannych do południa 23 pp zajął rejon postoju ubezpieczonego w pobliżu wsi Jadwigów, Pacyna, Luszyn. 12 (3) kompania strzelecka IV/23 pp pozostała bez rozkazu na stanowiskach obronnych w rejonie leśniczówki nadleśnictwa Łąck. Po stwierdzeniu, że IV batalion odmaszerował podjęła samorzutnie marsz w kierunku Gostynina, gdzie o godz. 12.00 dostała się do niewoli. Przez popołudnie do wieczora 16 września 23 pp był ostrzeliwany przez artylerię niemiecką, atakowany przez lotnictwo niemieckie i odpierał natarcia niemieckiej z 50 DP.
Zgodnie z rozkazem dowódcy Grupy Operacyjnej gen. bryg. Michała Tokarzewskiego-Karaszewicza po zmroku 27 DP miała wycofać się na nową rubież obrony Uderz Nowy, Iłów, Brzozów. 23 pp po zmroku podjął marsz na nowe stanowiska. O godz. 21.00 nastąpiła zmiana rozkazów dla 27 DP, która z rozkazu dowódcy GO miała powrócić na poprzednie stanowiska i wykonać natarcie częścią sił na Gąbin. O godz. 0.30 17 września dowództwo 27 DP otrzymało kolejny rozkaz od dowódcy GO, o podjęciu na nowo odejścia na wcześniej wskazaną rubież obrony w rejonie Uderz Nowy, Iłów i Brzozów. Zmieniony ponownie rozkaz doprowadził do chaosu w dywizji. Gońcy do 23 pp docierali w różnej kolejności powodując ciągłe zmiany kierunków marszu lub je wstrzymujące, w rezultacie doszło do rozbicia organizacyjnego jednostek i całonocnych i dziennych marszów po zatłoczonych drogach. W rezultacie II/23 pp o godz. 2.00 otrzymał rozkaz zawrócenia na poprzednie stanowiska, na które dotarł o godz. 7.00, po 35 kilometrowym marszu, zajął stanowiska na południe od folwarku Konstantynów, dołączył do niego II/27 pal. Po dotarciu następnego rozkazu o godz. 14.00 podjął marsz do rejonu Iłowa poprzez Kamień i Lipińskie, podczas marszu zapchanymi drogami przez uchodźców cywilnych, tabory i inne oddziały, został zbombardowany w rejonie Lipińskie i częściowo rozproszony. Część II batalionu przez Czyżew, Staropol, Wituszę, Aleksandrów w Brzozowie dołączyła do pozostałości Kawalerii Dywizyjnej 27 DP. W trakcie tego marszu ta część batalionu była jeszcze wielokrotnie atakowana przez niemieckie lotnictwo. I/23 pp wyruszył z zajmowanych stanowisk o godz. 2.00 maszerując w stronę Iłowa, o świcie został zbombardowany przez ok. 20 niemieckich samolotów. Podczas następnych nalotów batalion został rozproszony, żołnierze rozbiegli się po polach i lasach szukając schronienia. Zdołano zebrać niewielką część batalionu w lesie na północ od wsi Uderz Nowy, resztki I batalionu po zmroku dotarły do folwarku Witkowice. Do III/23 pp rozkaz o powrocie na stanowiska osłonowe nie dotarł, ok. godz. 9.00 w pobliżu wsi Lasotka koło Iłowa został zaatakowany przez niemieckie lotnictwo, które rozproszyło batalion. Część zebranego III batalionu dotarła wieczorem do Bud Iłowskich. Do części II/23 pp dołączyła w lesie pod wsią Uderz Nowy niepełna bateria 6/27 pal z dwoma haubicami. Części 23 pp i rozproszeni żołnierze podjęli marsz ku Bzurze. Do II batalionu zdołali dołączyć dalsi rozproszeni żołnierze i rozproszeni żołnierze z innych jednostek, batalion odtworzył zdolność bojową. Do zebranej części I batalionu dołączyło również wielu żołnierzy rozproszonych.
Nocą 17/18 września przez Bzurę w rejonie Brochowa przeprawił się niepełny I batalion i podjął marsz przez Hilarów, Piaski Królewskie, Krubiczew i Stare Polesie. Rano 18 września większość zebranego II batalionu przeszła do dworu Brzozów, następnie przegrupował się z innymi oddziałami do rejonu Kamiona. Skąd o godz. 18.00 podjął natarcie przez Bzurę. Natarcie batalionu i innych oddziałów załamało się w ogniu niemieckiej broni maszynowej i artylerii. Batalion poniósł ciężkie straty i wycofał się w rejon Bud Starych. W rejonie Bud Starych batalion toczył dalsze walki z nacierającymi oddziałami niemieckimi, ponosząc dalsze straty. W rezultacie 19 września rano pod dowództwem por. Zenona Annusewicza dostał się do niewoli. 18 września w rejonie Witkowic podczas przeprawy przez Bzurę, prowadząc grupę żołnierzy z III batalionu i innych oddziałów poległ mjr Wiktor Sożyński.

#### Przedarcie się przez Puszczę Kampinoską do Warszawy
Kpt. Czesław Michaliszyn dotarł z częścią I batalionu przez Palmiry w rejon gajówki Pociecha wieczorem 19 września. Tam do części I batalionu dołączyła część 1 kompanii ckm z ppor. Henrykiem Reuckim, która po sforsowaniu Bzury poprzez Kazuń dotarła do gajówki Pociecha rano 19 września. Do gajówki Pociecha dotarła część 3 kompanii ckm z por. Franciszkiem Bukałą i pluton ckm z IV batalionu. Zebrany z tych pododdziałów słaby I batalion 23 pp przedarł się wraz z oddziałami 15 Dywizji Piechoty 20 września do Warszawy. Tam z uwagi na niski stan osobowy ok. 300 żołnierzy wszedł w skład II batalionu 59 pułku piechoty dowodzonego przez mjr. Henryka Skaczałę. II/59 pp był bombardowany podczas obrony Warszawy, do kapitulacji przebywał w odwodzie pododcinka Wola potem Mokotów.

### OZN 23 pp
Po wyjeździe 23 pp na Pomorze, 17 sierpnia w koszarach pułku pozostały nadwyżki osobowe, wyposażenie i sprzęt oraz uzbrojenie. Dowódcą Oddziału Zbierania Nadwyżek 23 pp został mjr Franciszek Młynarczyk oraz 13 oficerów pułku i kilkuset szeregowych. Z chwilą ogłoszenia mobilizacji powszechnej z tych, żołnierzy i zgłaszających się dalszych rezerwistów, sformowano batalion marszowy 23 pp pod dowództwem por. Włodzimierza Kasprowicza oraz uzupełnienie marszowe 23 samodzielnej kompanii karabinów maszynowych i broni towarzyszącej. Rozrastający się OZN 23 pp wszedł w skład mobilizowanego siłami pozostałości i nadwyżek 23 pp, Ośrodka Zapasowego 27 DP we Włodzimierzu Wołyńskim pod dowództwem ppłk. Józefa Gawlika. Do 5 września ze stanu OZN 23 pp sformowano w pełni ukompletowany środkami wyposażenia, bronią Ośrodka Zapasowego 27 DP batalion piechoty pod dowództwem mjr. Władysława Sawickiego. Pomiędzy 5 a 8 września sformowano następny batalion piechoty umundurowany i częściowo wyposażony pod dowództwem kpt. Stefana Cybulskiego, dla którego broń i wyposażenie pozyskano z Zapasu Nienaruszalnego Naczelnego Wodza w Zamościu i Głównej Składnicy Uzbrojenia nr 2 w Stawach pod Dęblinem. OZ 27 DP, jak i batalion marszowy 23 pp, od 11 września weszły w skład organizowanej Grupy „Włodzimierz”, z którą dzieliły dalsze losy.
| Organizacja wojenna i obsada personalna we wrześniu 1939 | Organizacja wojenna i obsada personalna we wrześniu 1939 | Organizacja wojenna i obsada personalna we wrześniu 1939 |
| Stanowisko etatowe                                       | Stopień, imię i nazwisko                                 | Uwagi                                                    |
| Dowództwo                                                | Dowództwo                                                | Dowództwo                                                |
| -------------------------------------------------------- | -------------------------------------------------------- | -------------------------------------------------------- |
| dowódca                                                  | płk piech. Jerzy Wroczyński                              | do 10 IX 1939                                            |
| dowódca                                                  | płk dypl. Kazimierz Tadeusz Majewski                     | od 11 IX 1939                                            |
| I adiutant                                               | kpt. Stanisław Ziemba                                    |                                                          |
| II adiutant                                              | ppor. rez. Józef Rutkowski                               |                                                          |
| oficer informacyjny                                      | ppor. rez. Henryk Frank                                  |                                                          |
| oficer łączności                                         | kpt. Władysław Sztuba                                    |                                                          |
| kwatermistrz                                             | kpt. Tadeusz Peretiatkowicz                              |                                                          |
| oficer żywnościowy                                       | chor. Franciszek Żarnowski                               |                                                          |
| oficer płatnik                                           | por. August Julian Zygmunt                               |                                                          |
| naczelny lekarz                                          | ppor. lek. Stanisław Leszczyński                         |                                                          |
| kapelan                                                  | st. kapelan ks. Jan Michułka                             |                                                          |
| dowódca kompanii gospodarczej                            | por. Mieczysław Szczepański                              |                                                          |
| kapelmistrz                                              | ppor. Wincenty Sikora                                    |                                                          |
| szef kancelarii pułku                                    | plut. Antoni Włodarski                                   |                                                          |
| podoficer kancelaryjny                                   | kpr. pchor. Witold Stanisław Jędrzejewski                |                                                          |
| I batalion                                               |                                                          |                                                          |
| dowódca batalionu                                        | kpt. Czesław Mieczysław Michaliszyn                      |                                                          |
| adiutant batalionu                                       | ppor. rez. Antoni Jaworski                               |                                                          |
| lekarz                                                   | NN                                                       |                                                          |
| dowódca plutonu łączności                                | ppor. rez. Jan Kazimierz Kamiński                        |                                                          |
| dowódca 1 kompanii strzeleckiej                          | kpt. st. sp. Jan Emil Stanek                             |                                                          |
| dowódca I plutonu                                        | ppor. Tadeusz Paprocki                                   |                                                          |
| dowódca II plutonu                                       | ppor. rez. Zbigniew Noyszewski                           |                                                          |
| dowódca III plutonu                                      | ppor. Gotard Kliber                                      |                                                          |
| dowódca 2 kompanii strzeleckiej                          | por. rez. Władysław Petrych                              | do 2 IX 1939                                             |
| dowódca 2 kompanii strzeleckiej                          | ppor. Stefan Małecki                                     |                                                          |
| dowódca I plutonu                                        | ppor. rez. Karol Grzywacz                                |                                                          |
| dowódca II plutonu                                       | plut. pchor. Stefan Ciuraj                               |                                                          |
| dowódca III plutonu                                      | ppor. rez. Adam Bugaj                                    |                                                          |
| dowódca 3 kompanii strzeleckiej                          | por. Władysław Lewandowski                               |                                                          |
| dowódca I plutonu                                        | NN                                                       |                                                          |
| dowódca II plutonu                                       | plut. pchor. Bohdan Groza                                |                                                          |
| dowódca III plutonu                                      | NN                                                       |                                                          |
| dowódca 1 kompanii ckm                                   | ppor. Henryk Reucki                                      |                                                          |
| dowódca I plutonu                                        | ppor. rez. Rościsław Kowalski                            |                                                          |
| dowódca II plutonu                                       | NN                                                       |                                                          |
| dowódca III plutonu                                      | chor. Józef Cymerman                                     |                                                          |
| dowódca IV plutonu (taczanek)                            | ppor. rez. Adam Niżankowski                              |                                                          |
| dowódca plutonu moździerzy                               | ppor. rez. Bula                                          |                                                          |
| II batalion                                              |                                                          |                                                          |
| dowódca batalionu                                        | mjr Michał Szwed                                         | do 9 IX 1939                                             |
| dowódca batalionu                                        | kpt. Stefan Władysław Szejnert                           | od 9 IX 1939                                             |
| adiutant batalionu                                       | ppor. rez. Ryszard Markowski                             |                                                          |
| lekarz                                                   | ppor. rez. lek. Stanisław Korasadowicz                   |                                                          |
| dowódca plutonu łączności                                | ppor. rez. Kazimierz Józef Gonet                         |                                                          |
| dowódca 4 kompanii strzeleckiej                          | por. Jan Arkadiusz Sońta                                 |                                                          |
| dowódca 4 kompanii strzeleckiej                          | ppor. rez. Stefan Brewka                                 | od 3 IX 1939                                             |
| dowódca 4 kompanii strzeleckiej                          | kpt. Stefan Władysław Szejnert                           | od 7 IX 1939                                             |
| dowódca I plutonu                                        | ppor. rez. Józef Bondyra                                 |                                                          |
| dowódca II plutonu                                       | ppor. rez. Mieczysław Piątek                             |                                                          |
| dowódca III plutonu                                      | ppor. rez. Jan Owoc                                      |                                                          |
| dowódca 5 kompanii strzeleckiej                          | por. Zbigniew Krzyżanowski                               | †3 IX 1939                                               |
| dowódca 5 kompanii strzeleckiej                          | por. rez. Walenty Kasper Jezierski                       | od 3 IX do †15 IX 1939                                   |
| dowódca 5 kompanii strzeleckiej                          | ppor. rez. Zbigniew Powolny                              | od 15 IX 1939                                            |
| dowódca I plutonu                                        | por. rez. Bolesław Kubiś                                 |                                                          |
| dowódca II plutonu                                       | ppor. rez. Marian Józef Naszyński                        |                                                          |
| dowódca III plutonu                                      | ppor. rez. Eugeniusz Władysław Krzak                     |                                                          |
| dowódca 6 kompanii strzeleckiej                          | ppor. Jerzy Choroszcza                                   | †3 IX 1939                                               |
| dowódca 6 kompanii strzeleckiej                          | por. rez. Wacław Lewicki                                 | od 3 IX 1939                                             |
| dowódca I plutonu                                        | ppor. rez. Stefan Zataj                                  |                                                          |
| dowódca II plutonu                                       | ppor. rez. Erwin Lux                                     |                                                          |
| dowódca III plutonu                                      | ppor. rez. Witold Sterling                               |                                                          |
| dowódca 2 kompanii ckm                                   | por. Zenon Annusewicz                                    |                                                          |
| dowódca I plutonu                                        | ppor. rez. Zygmunt Lancmański                            |                                                          |
| dowódca II plutonu                                       | ppor. rez. Stanisław Derwich                             |                                                          |
| dowódca III plutonu                                      | ppor. rez. Sylwester Artur Kaliński                      |                                                          |
| dowódca IV plutonu (taczanek)                            | pchor. / ppor. Jerzy Baltaziuk                           | †18 IX 1939 Budy Stare                                   |
| dowódca plutonu moździrzy                                | ppor. rez. Edward Marcin Malicki                         |                                                          |
| III batalion                                             |                                                          |                                                          |
| dowódca batalionu                                        | mjr Wiktor Adam Sożyński                                 | †18 IX 1939 Witkowice                                    |
| adiutant batalionu                                       | ppor. Jan Oleszkiewicz                                   | zaginął 18 IX                                            |
| lekarz                                                   | NN                                                       |                                                          |
| dowódca plutonu łączności                                | ppor. rez. Bolesław Zając                                |                                                          |
| dowódca 7 kompanii strzeleckiej                          | kpt. Bolesław Stefan Szulc                               |                                                          |
| dowódca I plutonu                                        | ppor. rez. Franciszek Lesisz                             |                                                          |
| dowódca 8 kompanii strzeleckiej                          | por. rez. Kazimierz Robert Konstantynowicz               |                                                          |
| dowódca I plutonu                                        | ppor. rez. Henryk Zwoliński                              |                                                          |
| dowódca 9 kompanii strzeleckiej                          | kpt. Józef Burtan                                        |                                                          |
| dowódca 9 kompanii strzeleckiej                          | ppor. rez. Michał Szczepański                            |                                                          |
| dowódca I plutonu                                        | ppor. rez. Michał Szczepański                            |                                                          |
| dowódca II plutonu                                       | ppor. rez. Józef Kiszkis                                 |                                                          |
| dowódca III plutonu                                      | chor. Edward Ptaszyński                                  |                                                          |
| dowódca 3 kompanii ckm                                   | por. Marian Franciszek Bukała                            |                                                          |
| dowódca I plutonu                                        | ppor. rez. Eugeniusz Grzejszczak                         |                                                          |
| dowódca II plutonu                                       | ppor. rez. Jan Koszałka                                  |                                                          |
| dowódca III plutonu                                      | ppor. rez. Tomasz Łukowski                               |                                                          |
| dowódca IV plutonu (taczanki)                            | ppor. rez. Jan Dyda                                      |                                                          |
| dowódca plutonu moździerzy                               | ppor. rez. Stanisław Butz                                |                                                          |
| Pododdziały specjalne                                    |                                                          |                                                          |
| dowódca kompanii przeciwpancernej                        | por. Leonard Żabko                                       |                                                          |
| dowódca I plutonu                                        | ppor. rez. Jerzy Hubert Armatyński                       |                                                          |
| dowódca II plutonu                                       | ppor. rez. Władysław Kaława                              |                                                          |
| dowódca III plutonu                                      | NN                                                       |                                                          |
| dowódca kompanii zwiadowczej                             | por. Teofil Żal                                          |                                                          |
| dowódca plutonu konnego                                  | wachm. Jan Kościuk                                       |                                                          |
| dowódca plutonu kolarzy                                  | ppor. Jan Kobyliński                                     |                                                          |
| dowódca plutonu artylerii piechoty                       | kpt. Henryk Stańczyk                                     | ciężko ranny 3 IX we Włókach                             |
| dowódca plutonu artylerii piechoty                       | por. rez. Kazimierz Euzebiusz Morawicz                   |                                                          |
| dowódca plutonu pionierów                                | por. Józef Mieczysław Bocheński                          |                                                          |
| dowódca plutonu przeciwgazowego                          | por. Stanisław Sternal                                   | zaginął 1 IX 1939, niemiecka niewola                     |
| dowódca plutonu łączności                                | chor. Franciszek Kantor                                  |                                                          |
| IV batalion (batalion marszowy 63 pp)                    |                                                          |                                                          |
| dowódca batalionu                                        | por. rez. Włodzimierz Kasprowicz                         |                                                          |
| dowódca batalionu                                        | kpt. Jan Kozłowski                                       | od 9 IX 1939                                             |
| dowódca 1 (10) kompanii strzeleckiej                     | por. rez. Adam Ziółkowski                                |                                                          |
| dowódca 2 (11) kompanii strzeleckiej                     | por. rez. Wilhelm Borek                                  |                                                          |
| dowódca 3 (12) kompanii strzeleckiej                     | por. rez. Antoni Neuman ppor. rez. Kazimierz Tomaszewski |                                                          |
| dowódca (4) kompanii ckm                                 | por. rez. Tadeusz Malinowski                             |                                                          |

## Symbole pułkowe

### Sztandar
18 listopada 1919 roku w Derwaniszkach sędzia Stanisław Stokłosa wręczył pułkowi chorągiew ufundowaną przez mieszkańców Lublina. Chorągiew nie była wykonana zgodnie z wzorem określonym w ustawie z dnia 1 sierpnia 1919 roku o godle i barwach Rzeczypospolitej Polskiej.
Prezydent miasta Lublina, Czesław Szczepański, tak pisał, przekazując chorągiew pułkowi:

Jako widomy znak naszej czci i umiłowania Was i czynu Waszego postanowiliśmy ofiarować Wam imieniem miasta ojczystego sztandar pułku, który ręce Wasze niechaj niosą wysoko, jak pod Lwowem, ku chwale Ojczyzny i pułku Lubelskiego.

26 lipca 1923 roku Prezydent RP Stanisław Wojciechowski zatwierdził chorągiew 23 pp, a 13 czerwca 1924 roku gen. Kajetan Olszewski wręczył oddziałowi nową chorągiew ufundowaną przez społeczeństwo Włodzimierza Wołyńskiego. Stara chorągiew została oddana do Muzeum Wojska w Warszawie.
Losy sztandaru w kampanii wrześniowej pozostają jak dotąd niewyjaśnione. Ppor. Michał Zapolski-Downar z 23 pp poszukiwał śladów sztandaru zaginionego w czasie wojennej zawieruchy. Spisywał on relacje kombatantów obrazujące walki pułku i ich związek z losem sztandaru. Według jednej wersji sztandar odwieziono na początku września z okolic Borów Tucholskich do Łodzi. Według innej został zakopany w okolicy Gąbina czy też Sannik.
Mirosław Barczyński z Muzeum Broni i Oręża, Arsenał w Zamościu twierdzi, że żołnierz Piotr Zebel przywiózł po wojnie sztandar z obozu jenieckiego w kuferku o podwójnym dnie. Zebel zamieszkał podobno w rejonie Biłgoraja. Nie udało się jednak ustalić dokładnego adresu żołnierza.
Jest wielce prawdopodobnym, że fragment symbolu pułkowego przetrwał wojnę. Od sztandaru 23 pp pochodzi prawdopodobnie grot (orzeł) z podstawą z numerem „23” znajdujący się w zbiorach Michała Palacza, kolekcjonera militariów ze Swarzędza. Brak jest jednak bliższych danych o jego pochodzeniu.

### Odznaka pamiątkowa
26 maja 1933 roku Minister Spraw Wojskowych zatwierdził wzór i regulamin odznaki pamiątkowej 23 pp. Odznaka o wymiarach 40x40 mm ma kształt krzyża maltańskiego pokrytego granatową emalią z żółtym obrzeżem i złotymi krawędziami. W centrum krzyża nałożono podobiznę patrona pułku w otoku wieńca laurowego. Na górnym pionowym ramieniu krzyża widnieje orzeł państwowy wz. 1927 oraz numer „23”, na dolnym – herb Włodzimierza Wołyńskiego. Oficerska – dwuczęściowa, wykonana w srebrze, emaliowana. Na rewersie na dolnym ramieniu krzyża próba srebra, imiennik WB i nazwisko grawera W. BUSZEK LWÓW.

## Żołnierze pułku
Dowódcy pułku
- płk piech. Jan Dobrowolski (do 14 I 1920 → dowódca XII BP[56])
- ppłk piech. Bożesław Stanisław Wolski (14 I[56] – 16 VIII 1920)
- kpt. piech. Tadeusz Lubicz-Niezabitowski (17 VIII[57] – X 1920)
- ppłk / płk piech. Bożesław Stanisław Wolski (X 1920 – 21 VIII 1926 → komendant miasta Grodno[58])
- płk piech. Mikołaj Kostecki (21 VIII 1926 – 14 X 1927 → szef Wojskowego Sądu Okręgowego Nr 5)
- ppłk / płk dypl. piech. Jan Włodarski (29 XI 1927[59] – †9 I 1934)
- ppłk / płk piech. Jerzy Wroczyński (IV 1934[60] – 10 IX 1939)
- płk piech. Kazimierz Tadeusz Majewski (od 11 IX 1939)

Zastępcy dowódcy pułku
- ppłk piech. Karol Koziarowski (10 VII 1922 – 30 IV 1927 → stan spoczynku)
- ppłk SG Wincenty Lekki (5 V 1927[62] – 26 IV 1928 → Oddział IV SG[63])
- ppłk piech. Stanisław Szyłeyko (26 IV 1928[63] – VI 1932 → praktyka poborowa w PKU Lida[64])
- ppłk dypl. piech. Julian Grudziński (od VI 1933[64])
- ppłk piech. Józef Gawlik (11 – 14 VIII 1939 → dowódca Ośrodka Zapasowego 27 DP)

II zastępca (kwatermistrz)
- mjr piech. Franciszek Młynarczyk (od IV 1934[65])

### Żołnierze 23 pułku piechoty – ofiary zbrodni katyńskiej
Biogramy ofiar zbrodni katyńskiej znajdują się między innymi w bazach udostępnionych przez Ministerstwo Kultury i Dziedzictwa Narodowego oraz Muzeum Katyńskie
| Nazwisko i imię       | stopień      | zawód             | miejsce pracy przed mobilizacją | zamordowany |
| --------------------- | ------------ | ----------------- | ------------------------------- | ----------- |
| Hryniewiecki Ludomir  | ppor. rez.   |                   |                                 | Katyń       |
| Jarząbkowski Marian   | kapitan      | żołnierz zawodowy | dowódca kompanii gospodarczej   | Katyń       |
| Kłosowiak Jan         | podporucznik | żołnierz zawodowy |                                 | Katyń       |
| Kowalewski Stefan     | ppor. rez.   | inżynier          | Zarząd Miejski we Lwowie        | Katyń       |
| Kowalski Stefan       | por. rez.    | nauczyciel        | szkoła w Piłsudczyźnie          | Katyń       |
| Kuczyński Piotr       | ppor. rez.   | nauczyciel        | gimnazjum w Drohiczynie         | Katyń       |
| Lubich Stefan         | kapitan      | żołnierz zawodowy | oficer mobilizacyjny 23 pp      | Katyń       |
| Łebkowski Stefan      | porucznik    | żołnierz zawodowy | zastępca oficera mob. 23 pp     | Katyń       |
| Marcinkowski Marian   | por. rez.    | prawnik           |                                 | Katyń       |
| Markiewicz Czesław    | podporucznik | żołnierz zawodowy | dowódca plutonu 5/24 pp         | Katyń       |
| Matras Michał         | ppor. rez.   | nauczyciel        | Szkoła w Tuczępach              | Katyń       |
| Młynarczyk Franciszek | major        | żołnierz zawodowy | kwatermistrz 23 pp              | Katyń       |
| Przystasz Zbigniew    | ppor. rez.   | urzędnik          | MSWojsk.                        | Katyń       |
| Ptaszyński Edward     | chorąży      | żołnierz zawodowy | dowódca plutonu 9/23 pp         | Katyń       |
| Skorwoński Wincenty   | ppor. rez.   | zawiadowca        | stacja PKP w Cieszynie          | Katyń       |
| Szajnowski Jan        | ppor. rez.   | nauczyciel        | Szkoła w Michałkowicach         | Katyń       |
| Szprynger Tadeusz     | ppor. rez.   | absolwent SGH     | bank w Warszawie                | Katyń       |
| Szygula Edward        | ppor. rez.   | nauczyciel        | szkoła w Lesznie                | Katyń       |
| Toporowski Władysław  | por. rez.    | nauczyciel        | szkoła nr 15 w Lublinie         | Katyń       |
| Truszkowski Czesław   | ppor. rez.   |                   | ZUS w Warszawie                 | Katyń       |
| Tutschek Adolf Gustaw | ppor. rez.   | nauczyciel        | szkoła w Wilhelmówce            | Katyń       |
| Ura Wacław Józef      | ppor. rez.   | nauczyciel        | szkoła w Pomorzance             | Katyń       |
| Wiśniewski Wacław     | ppor. rez.   | nauczyciel        | szkoła w Broniszewie            | Katyń       |
| Żyła Wilhelm          | ppor. rez.   | absolwent WSH     | Bank Gospodarstwa Krajowego     | Katyń       |
| Dabiński Zbigniew     | ppor. rez.   | historyk, mgr     |                                 | Charków     |
| Grochecki Stanisław   | ppor. rez.   | inżynier          |                                 | Charków     |
| Grodzki Władysław     | ppor. rez.   | absolwent UW      |                                 | Charków     |
| Niemiec Władysław     | ppor. rez.   | prawnik           |                                 | Charków     |
| Samborski Mirosław    | ppor. rez.   | prawnik           |                                 | Charków     |
| Bocheński Mieczysław  | porucznik    | żołnierz zawodowy | dowódca plut. pionierów         | ULK         |
| Epler Adam            | ppor. rez.   | prawnik           | sędzia Sądu Grodzkiego w Busku  | ULK         |
| Szpirko Franciszek    | por. rez.    | urzędnik          | Starostwo w Zdołbunowie         | ULK         |
| Szulc Bolesław        | kapitan      | żołnierz zawodowy | dowódca 7/23 pp                 | ULK         |
| Woźniak Karol         | ppor. rez.   | urzędnik          | pracował we Lwowie              | ULK         |

## Upamiętnienie

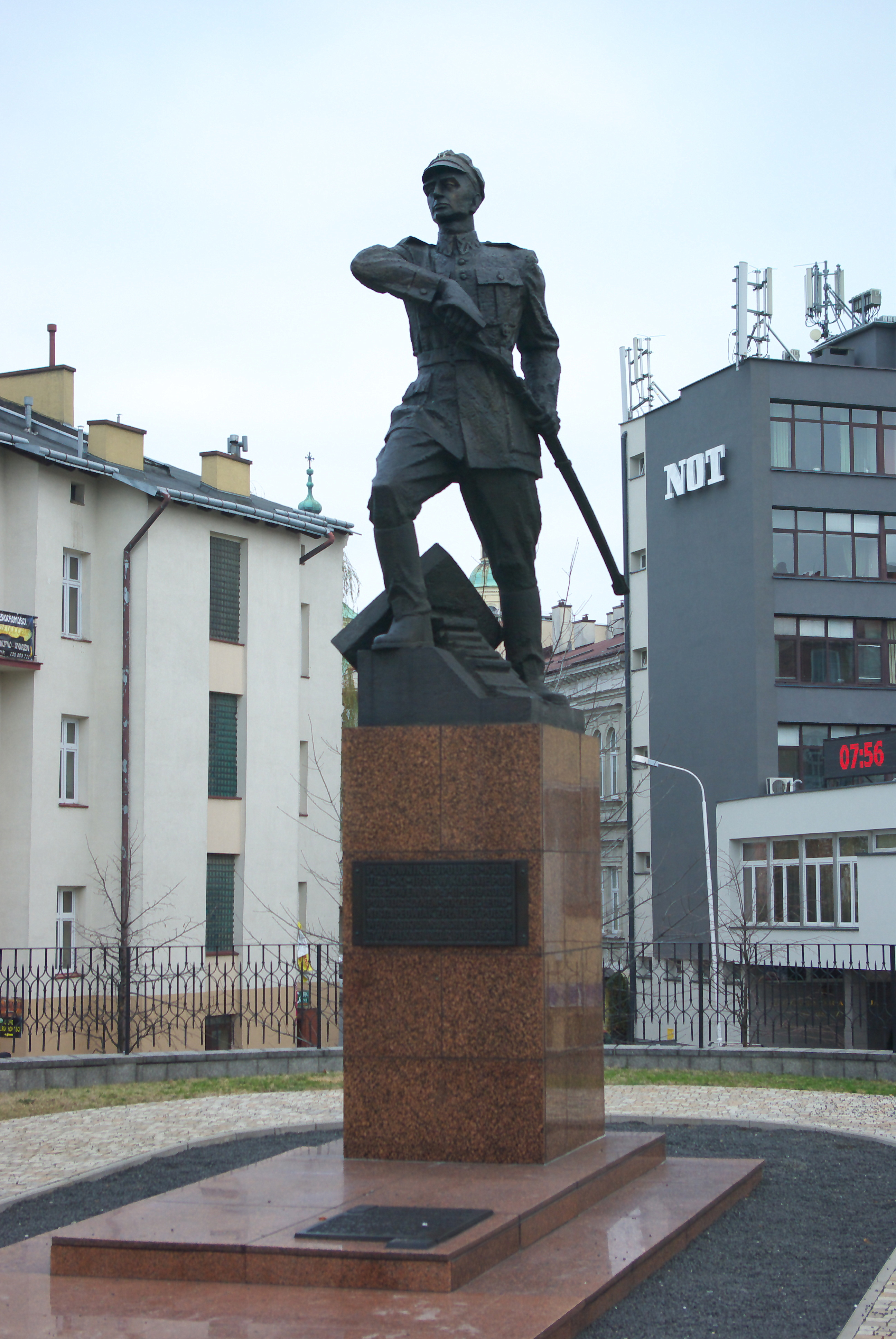
Pomnik Leopolda Lisa-Kuli w Rzeszowie